# Иннокентьевцы

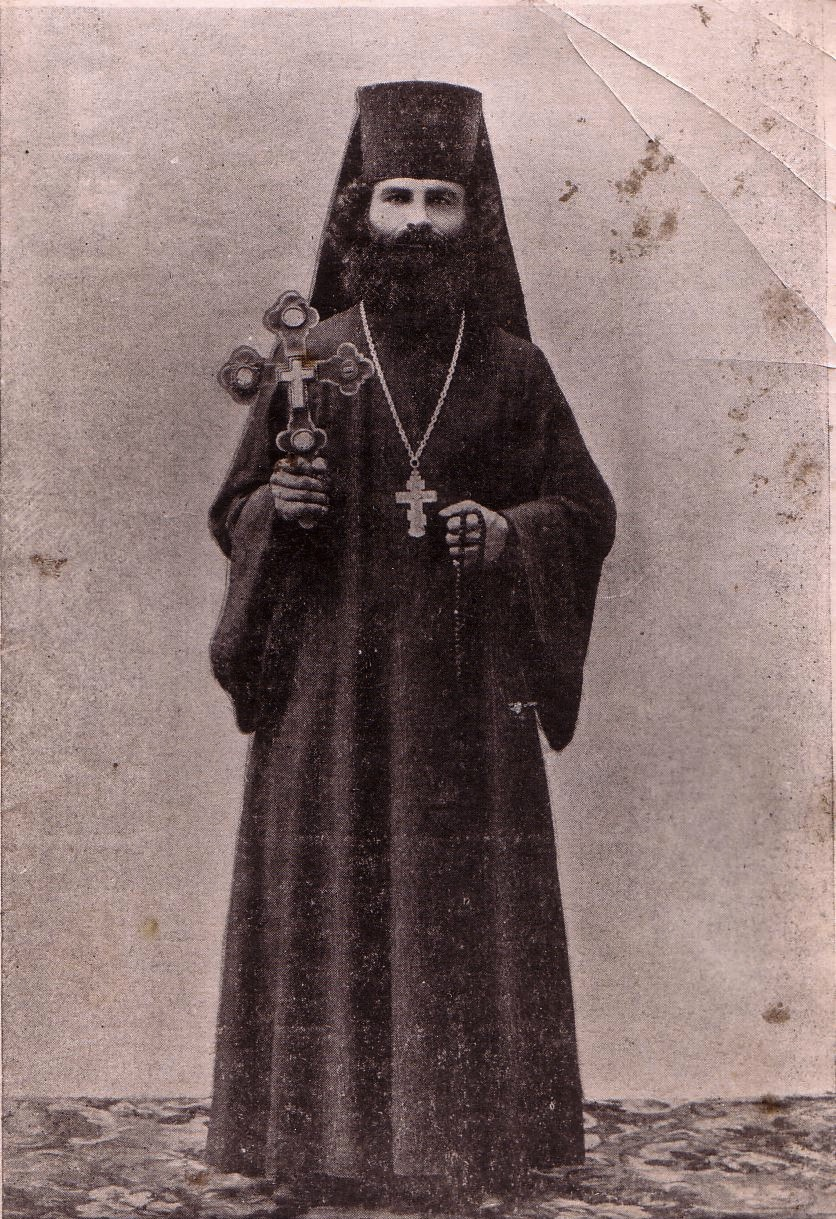
Основатель секты иеромонах Иннокентий

Иннокентьевцы — секта, распространенная на территории Одесской, Херсонской, Черновицкой и Николаевской областей Украины, а также на территории Молдавии и Румынии, зародившаяся в начале XX века на юге Украины, в стенах православного Балтско-Феодосиевского монастыря бывшей Херсонской губернии.

## Основание
Основателем и главным куратором секты (а позже и самопровозглашенным представителем «Святого духа» на Земле) являлся иеромонах Иннокентий, в миру Иван Левизор (1875—1917) — отсюда и название секты. Уроженец села Косоуцы, Бессарабской губернии. В отрочестве поступил послушником в Добржский монастырь, однако через два года был изгнан из монастыря за «недостойное поведение по отношению особ женского пола».
После этого некоторое время жил в миру. Однако вскоре он вновь ушел в служение. Во второй раз — в Митрофаньевский монастыре в Петербурге. Во время послушания Иван Левизор (Иннокентий) сблизился с сектой иоаннитов, а несколько позднее будущий «пророк» получил благословение от Григория Распутина, весьма авторитетной фигуры среди русского сектантства и придворных Российского Императорского Двора того времени.
В начале 1908 г. он вернулся на Родину и поступил в учреждённый в 1907 году Балтский Феодосиевский Покровский монастырь в Балте, где был пострижен в иеродиаконы. Там же был наречён новым именем — Иннокентием, а вскоре после этого он был посвящён в сан иеромонаха.

## Предпосылки возникновения
Начало секты принято считать май 1908 г. Тогда при стечении множества паломников было организовано перенесение мощей местночтимого святого праведного о. Феодосия Балтского (Левицкого) (1791—1845) в Свято-Троицкий храм монастыря. Во время церемонии Иннокентий инсценировал чудеса исцеления, после чего начал организационную работы по привлечению паствы и пропаганды своего учения, выступая в роли ходатая перед усопшим о. Феодосием.

### Становление
Вскоре после обретения первых слушателей Иннокентий в своих проповедях меняет стратегию и начинает говорить о своих видениях, в которых беседует с самим Иисусом Христом.
Один из местных жителей, посетивший монастырь в 1909 г., рисует такую сцену, которой сопровождалась проповедь Иннокентия: «… Со всех сторон неслись дикие вопли, люди, точно безумцы, лаяли по-собачьи, валялись на полу, бичевали себя верёвками до крови по всему телу».

### Распространение
Постепенно вокруг Иннокентия стали группироваться его приверженцы и почитатели, которые служили разносчиками слухов по окрестным селениям о новом пророке: одни утверждали, что к Иннокентию много раз являлся Иисус Христос; другие рассказывали, что он родился от непорочной девы и уже в младенческом возрасте возносил хвалу Господу Богу.
По мере роста прихожан и распространению слухов о мнимых чудесах исцеления, люди стали верить выдумкам балтского иеромонаха, считая его посланником Божьим.

## Идеология
Приверженцы секты акцентировали внимание на скором Страшном Суде и на фигуре иеромонаха Иннокентия, как его предвестника и людского спасителя. Призывали во имя спасения и искупления от грехов бросать дома, имущество, детей, семью, — следовать за пророком и готовиться к встрече с Богом. Большая часть «паствы» и некоторые люди из окрестных сёл, продавали своё имущество, а вырученные деньги полностью жертвовали на монастырь «Святого Духа».
Иннокентьевцам их руководители запрещают обращаться к медицинской помощи по той причине, что физическими страданиями верующие якобы искупают свои грехи. «Кто страдает, тот не должен искать утешения», — поучают проповедники.
Иннокентьевцы выступают против брака. Для них супружество является препятствием на пути к святой жизни. Образование секта объявляет «греховным делом». Верующим запрещается посещать театры, кино, слушать радио, а детям — ходить в школу.
Величайшим подвигом иннокентьевцы, по мнению некоторых авторов, во имя спасения души считают самоумерщвление. Во многих тайниках этой секты находились специально оборудованные «комнаты смерти», где в страшных муках погибали обречённые жертвы. Некоторые из них были похоронены заживо.

## Дискредитация

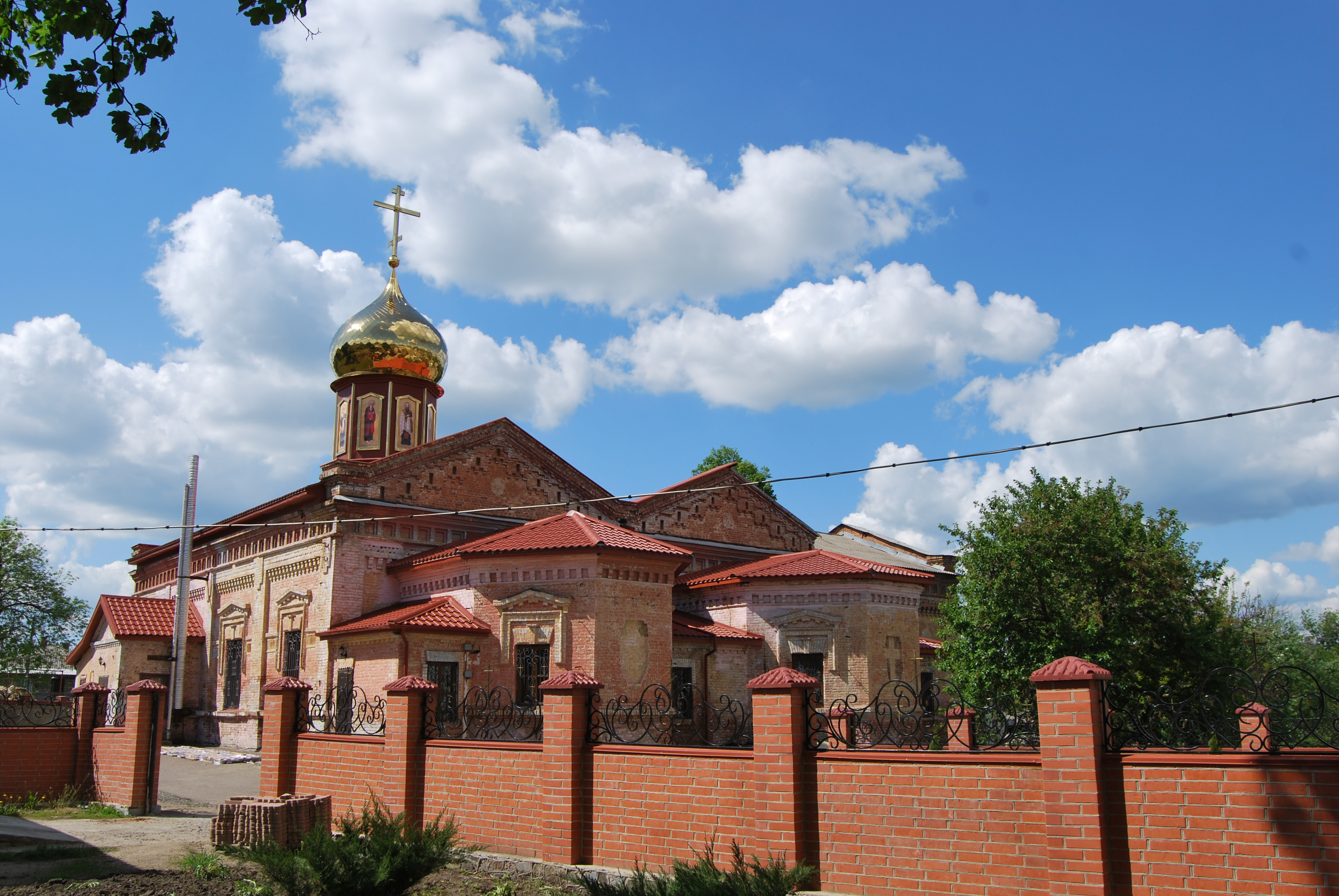
Свято-Покровский Балтско-Феодосиевский мужской монастырь

Постепенно истинные помыслы основателя секты стали принимать явный окрас и неприкрыто лицемерную направленность.
Развратный образ жизни, пьяные оргии, скандалы среди прихожан, драки среди его сожительниц, получили огласку далеко за пределы монастыря. В 1909 г. в Балту прибыла специальная комиссия Синода. Вскоре после отъезда комиссии появился приказ Синода, в котором предписывалось перевести инока Иннокентия из Балтского монастыря «под строгий контроль испытанного в вере Серафима Подольского», прекратить распространение слухов о святости Иннокентия. В 1912-м году Левизор был направлен в Муромский монастырь в Олонецкой губернии. В феврале 1913 г. был освобождён из монастыря сторонниками, но затем арестован и препровождён в тюрьму в Петрозаводске, а затем отправлен в Соловецкий монастырь. Освобожден Февральской революцией.

## Основание резиденции
«Новый Иерусалим» — гигантский подземный монастырь (ср. Безродненские пещеры), рассчитанный на пару тысяч человек, близ селения Липецко-Ананьевского уезда Херсонской губернии, построенный на выкупленном приверженцами Иннокентия участке земли. В мае 1913 г. строительство монастыря было завершено.
По завершении строительства монастырь наполнился послушниками иеромонаха.
Гигантское количество людей в тёмных, наполненных водой подвалах, антисанитария, пренебрежение гигиеной отрекшихся от мира людей и постоянное недоедание способствовали массовым заболеваниям. Сотни людей умирали от простуды, гриппа, тифа, чахотки…
Был закрыт в 1919 г.
Современные последователи учения сумели расчистить вход в подземелье, попав через него в южный коридор монастыря длиной несколько десятков метров. Ныне используется оставшимися последователями Иннокентия для ритуальных нужд.

## Смерть основателя
В 1917 г., на одном из собраний паствы, Иннокентий был убит в пьяной драке одним из самопровозглашенных апостолов своей секты и тайно похоронен. Среди приверженцев новые руководители секты распространили слух, что Иннокентий вознёсся на небеса

## В советское и последующее время

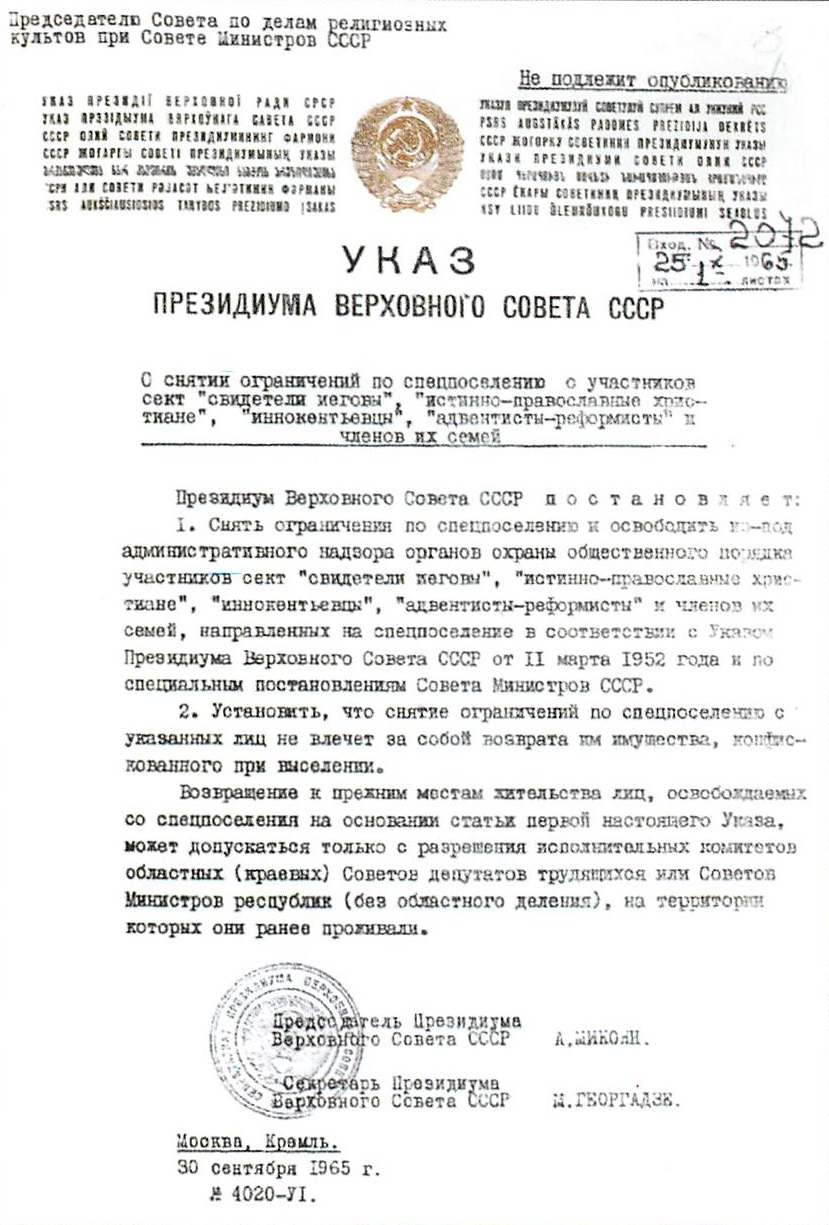
Указ Президиума ВС СССР о снятии ограничений по спецпоселению с участников сект, 30 сентября 1965 года

В 1952 году министр Государственной безопасности С. Д. Игнатьев согласился с предложением секретаря ЦК КП(б) Молдавии Л. И. Брежнева о дополнительной высылке социально-опасных элементов и направил в ЦК КПСС письмо с предложением сослать из Бельского округа Молдавской ССР семьи иннокентьевцев (данная секта занимает второе место в перечислении ссылаемых после иеговистов, но точное число их не указано: "а также [сослать] 400 семей иннокентьевцев, архангелистов, субботствующих, пятидесятников, адвентистов-реформистов общим числом 1100 человек").
Только в 1965 году в соответствии с Указом Президиума Верховного Совета СССР от 30 сентября 1965 г. № 4020-1У были сняты ограничения по спецпоселению и освобождены из-под административного надзора органов охраны общественного порядка участники «сект „свидетели Иеговы“, „истинно-православные христиане“, „иннокентьевцы“, „адвентисты-реформисты“ и члены их семей».
В настоящее время секта продолжает существовать в количестве нескольких тысяч человек, более активно на территории села Куйбышево, на территории Украины — в 20 км от г. Котовска. Приверженцы учения до сих встречаются на территории Румынии и Молдовы.
Собираются в «Новом раю», бывшем монастыре «Новый Иерусалим» два раза в год — 19 января, на Крещение, и 2 августа, на Св. Илью.